# Liste der Stolpersteine in Coesfeld
Die Liste der Stolpersteine in Coesfeld enthält alle Stolpersteine, die im Rahmen des gleichnamigen Projekts bei zwei Verlegungen in den Jahren 2020 und 2021 von Gunter Demnig in Coesfeld verlegt wurden. Bei zwei weiteren Verlegungen in den Jahren 2023 und 2025 wurden die Steine vom städtischen Bauhof verlegt. Mit ihnen soll an Opfer des Nationalsozialismus erinnert werden, die in Coesfeld lebten und wirkten.

## Verlegte Stolpersteine
| Bild                                                      | Person, Inschrift | Adresse                                       | Verlege- datum   | weitere Informationen |
| --------------------------------------------------------- | --- | --------------------------------------------- | ---------------- | --------------------- |
|                                                           | Hier wohnte Gustav Cohen Jg. 1903 'Schutzhaft' 1938 Gefängnis Coesfeld deportiert 1941 Riga Riga-Kaiserwald 1944 Libau ermordet 21.11.1944                              | Bahnhofstraße 104 ·                           | 15. Dez. 2021    |                       |
|                                                           | Hier wohnte Benno Süsskind Jg. 1900 deportiert 1941 Riga 1944 Libau, 1945 Hamburg Todesmarsch Kiel-Hassee befreit Schwedisches Rotes Kreuz                              | Bahnhofstraße 104 ·                           | 15. Dez. 2021    |                       |
| Stolperstein für Wilhelmine Süßkind                       | Hier wohnte Wilhelmine Süsskind Jg. 1905 geb. David, verw. Cohen deportiert 1941 Riga 1944 Libau, 1945 Hamburg Todesmarsch Kiel-Hassee befreit Schwedisches Rotes Kreuz | Bahnhofstraße 104 ·                           | 15. Dez. 2021    |                       |
| Stolperstein für Albert Cohen                             | Hier wohnte Albert Cohen Jg. 1913 Flucht Holland verhaftet 8.5.40 Buchenwald 1942 Natzweiler-Struthof Dachau ermordet 16.11.1942                                        | Diekmanns Wätken 2 ·                          | 15. Dez. 2021    |                       |
| Stolperstein für Jakob Cohen                              | Hier wohnte Jakob Cohen Jg. 1877 deportiert 1941 Riga ermordet | Diekmanns Wätken 2 ·                          | 15. Dez. 2021    |                       |
| Stolperstein für Johanna Cohen                            | Hier wohnte Johanna Cohen geb. Eichenwald Jg. 1875 gedemütigt/entrechtet tot 17.9.1940                                                                                  | Diekmanns Wätken 2 ·                          | 15. Dez. 2021    |                       |
| Stolperstein für Ludwig Cohen                             | Hier wohnte Ludwig Cohen Jg. 1919 deportiert 1941 Riga ermordet | Diekmanns Wätken 2 ·                          | 15. Dez. 2021    |                       |
| Stolperstein für Richard Freund                           | Hier wohnte Richard Freund Jg. 1903 deportiert 1941 Riga 1944 Stutthof ermordet                                                                                         | Diekmanns Wätken 2 ·                          | 15. Dez. 2021    |                       |
| Stolperstein für Martha Freund                            | Hier wohnte Martha Freund geb. Cohen Jg. 1905 deportiert 1941 Riga 1944 Stutthof ermordet                                                                               | Diekmanns Wätken 2 ·                          | 15. Dez. 2021    |                       |
| Stolperstein für Karl-Heinz Freund                        | Hier wohnte Karlheinz Freund Jg. 1934 deportiert 1941 Riga ermordet | Diekmanns Wätken 2 ·                          | 15. Dez. 2021    |                       |
| Stolperstein für Albert Mannsbach                         | Hier wohnte Albert Mannsbach Jg. 1901 Flucht 1936 Südafrika | Kleine Viehstraße 25 ·                        | 28. Januar 2020  |                       |
| Stolperstein für Hermann Mannsbach                        | Hier wohnte Hermann Mannsbach Jg. 1899 Flucht 1939 Belgien mit Hilfe überlebt                                                                                           | Kleine Viehstraße 25 ·                        | 28. Januar 2020  |                       |
| Stolperstein für Hermann Cohen                            | Hier wohnte Hermann Cohen Jg. 1881 deportiert 1941 Riga ermordet | Kleine Viehstraße 25 ·                        | 28. Januar 2020  |                       |
| Stolperstein für Emma Cohen                               | Hier wohnte Emma Cohen geb. Leffmann Jg. 1880 deportiert 1941 Riga ermordet                                                                                             | Kleine Viehstraße 25 ·                        | 28. Januar 2020  |                       |
| Stolperstein für Albert Cohen                             | Hier wohnte Albert Cohen Jg. 1877 gedemütigt / entrechtet tot 16.8.1939                                                                                                 | Mühlenstraße 5 ·                              | 28. Januar 2020  |                       |
| Stolperstein für Ida Cohen                                | Hier wohnte Ida Cohen geb. Frank Jg. 1876 deportiert 1941 Riga ermordet                                                                                                 | Mühlenstraße 5 ·                              | 28. Januar 2020  |                       |
| Stolperstein für Gerta Cohen                              | Hier wohnte Gerta Cohen Jg. 1913 Flucht 1939 England | Mühlenstraße 5 ·                              | 28. Januar 2020  |                       |
| Stolperstein für Hildegard Cohen                          | Hier wohnte Hildegard Cohen Jg. 1917 Flucht 1939 England | Mühlenstraße 5 ·                              | 28. Januar 2020  |                       |
| Stolperstein Coesfeld Weberstraße 4 Samuel Goldschmidt    | Hier wohnte Samuel Goldschmidt Jg. 1869 deportiert 1941 Riga ermordet                                                                                                   | Weberstraße 4 ·                               | 28. Januar 2020  |                       |
| Stolperstein Coesfeld Weberstraße 4 Henriette Goldschmidt | Hier wohnte Henriette Goldschmidt geb. Herz Jg. 1889 deportiert 1941 Riga ermordet                                                                                      | Weberstraße 4 ·                               | 28. Januar 2020  |                       |
|                                                           | Hier wohnte Carl David Jg. 1871 Flucht 1939 Holland Interniert 1943 Westerbork Deportiert KZ Bergen-Belsen 1944 Theresienstadt Befreit                                  | Marienring 16                                 | 9. November 2023 |                       |
|                                                           | Hier wohnte Paula David geb. Eichenwald Jg. 1872 Gedemütigt/Entrechtet Tot 9. Jan. 1934                                                                                 | Marienring 16                                 | 9. November 2023 |                       |
|                                                           | Hier wohnte Irma David Jg. 1895 Flucht 1939 Holland Interniert 1943 Westerbork Deportiert KZ Bergen-Belsen 1944 Theresienstadt Auschwitz Ermordet 11.10.1944            | Marienring 16                                 | 9. November 2023 |                       |
|                                                           | Hier wohnte Else David Jg. 1897 Flucht 1934 Holland Interniert 1942 Westerbork Auschwitz Ermordet 7.9.1942                                                              | Marienring 16                                 | 9. November 2023 |                       |
|                                                           | Hier wohnte Max David Jg. 1903 'Schutzhaft' 1938 KZ Dachau Flucht 1939 England                                                                                          | Marienring 16                                 | 9. November 2023 |                       |
|                                                           | Hier wohnte Paul David Jg. 1904 Deportiert 1941 Ghetto Riga 1942 Salaspils Ermordet                                                                                     | Marienring 16                                 | 9. November 2023 |                       |
|                                                           | Hier wohnte Samuel Isaak Gen. Herz Jg. 1869 Deportiert 1942 Theresienstadt 1942 Treblinka Ermordet                                                                      | Dülmener Straße 28                            | 9. November 2023 |                       |
|                                                           | Hier wohnte Karoline Isaak Gen. Herz Geb. Berlin Jg. 1870 Deportiert 1942 Theresienstadt 1942 Treblinka Ermordet                                                        | Dülmener Straße 28                            | 9. November 2023 |                       |
|                                                           | Hier wohnte Erich Isaak Gen. Herz Jg. 1901 Deportiert 1941 Ghetto Riga Ermordet 5.3.1942                                                                                | Dülmener Straße 28                            | 9. November 2023 |                       |
|                                                           | Hier wohnte Rosel Isaak Gen. Herz Jg. 1905 Flucht 1938 USA | Dülmener Straße 28                            | 9. November 2023 |                       |
|                                                           | Hier wohnte Salomon Eichenwald Jg. 1876 Deportiert 1941 Ghetto Riga Ermordet 6.2.1942                                                                                   | Kupferstraße 10                               | 9. November 2023 |                       |
|                                                           | Hier wohnte Dora Eichenwald Geb. Weinberg Jg. 1891 Deportiert 1941 Ghetto Riga Ermordet 6.2.1942                                                                        | Kupferstraße 10                               | 9. November 2023 |                       |
|                                                           | Hier wohnte Kurt Eichenwald Jg. 1917 Deportiert 1941 Ghetto Riga Ermordet 6.2.1942                                                                                      | Kupferstraße 10                               | 9. November 2023 |                       |
|                                                           | Hier wohnte Hugo Oppenheimer Jg. 1885 Gedemütigt/Entrechtet Tot 17. Feb. 1935                                                                                           | Schüppenstraße/Ecke Bernhard-von-Galen-Straße | 11.6.2025        |                       |
|                                                           | Hier wohnte Albert Hertz Jg. 1881 Flucht 1939 Palästina | Daruper Straße 4☢                             | 11.6.2025        |                       |
|                                                           | Hier wohnte Paula Hertz Geb. Hildesheimer Jg. 1892 Flucht 1939 Palästina                                                                                                | Daruper Straße 4☢                             | 11.6.2025        |                       |
|                                                           | Hier wohnte Liselotte Hertz Jg. 1918 Flucht 1938 Palästina | Daruper Straße 4☢                             | 11.6.2025        |                       |
|                                                           | Hier wohnte Siegfried Hertz Jg. 1921 Flucht 1939 Palästina | Daruper Straße 4☢                             | 11.6.2025        |                       |
|                                                           | Hier wohnte Gerd Hertz Jg. 1924 Flucht 1938 Palästina | Daruper Straße 4☢                             | 11.6.2025        |                       |
|                                                           | Hier wohnte Karoline Hirsch Geb. Vasen Jg. 1852 Gedemütigt/Entrechtet Tot Okt 1935                                                                                      | Hinterstraße 13                               | 11.6.2025        |                       |
|                                                           | Hier wohnte Hermann Hirsch Jg. 1885 'Schutzhaft' 1938 Flucht 1939 Argentinien                                                                                           | Hinterstraße 13                               | 11.6.2025        |                       |
|                                                           | Hier wohnte Lina Hirsch Geb. Hirsch Jg. 1884 Flucht 1939 Argentinien | Hinterstraße 13                               | 11.6.2025        |                       |
|                                                           | Hier wohnte Walter Hirsch Jg. 1914 Flucht 1938 Argentinien | Hinterstraße 13                               | 11.6.2025        |                       |